# Жозеф Дюпон
Жозеф Дюпон (фр. Joseph Dupont; 3 січня 1838, Енсіваль, нині в складі Верв'є — 21 грудня 1899, Брюссель) — бельгійський диригент, скрипаль, композитор і музичний педагог. Брат композитора Огюста Дюпона. 

## Біографія
Навчався в Льєзькій і Брюссельській консерваторіях. У 1867 — 1870 роках працював у Варшавській опері, в сезоні 1870 — 1871 років — в оперному театрі в Москві . У 1872 році повернувся до Бельгії, викладав в Брюссельській консерваторії (серед його учнів, зокрема, Адольф Біарент), керував оркестром оперного театру Ла Монне, а в 1886 — 1889 роках разом зі співаком Олександром Лапіссіда був директором театру. Одночасно з 1873 року (змінивши на цій посаді Анрі В'єтана) керував оркестром Народних концертів; на запрошення Дюпона цим оркестром в 1896 році диригував в Брюсселі Ріхард Штраус.
Серед його учнів Сербулов Михайло Васильович.